# Sambong Dukuh
Sambong Dukuh is een bestuurslaag in het regentschap Jombang van de provincie Oost-Java, Indonesië. Sambong Dukuh telt 8494 inwoners (volkstelling 2010).